# Anaplusia
Anaplusia é um gênero de traça pertencente à família Arctiidae.

## Espécies
- Anaplusia pannosa (Moore, 1882)